# 甘查爾·普拉諾沃
甘查爾·普拉諾沃（1968年10月28日—），印度尼西亞政治人物，第14任中爪哇省省長。他在任期間曾試圖重組行政部門，命令直葛市長在肅貪委員會逮捕前任市長後，改革該市的官僚機構和公務員制度。
甘查爾擔任省長時，並非沒有決策爭議。2017年1月，他撤銷印尼水泥公司在南旺建設水泥廠的執照，並在訪問母校——加查馬達大學時，遭遇學生抗議此計畫的繼續進行。
同樣，他在省長任期中也涉入過去的瀆職事件，但被他本人駁斥。他在擔任人民代表會議議員時，曾是第二委員會副主席；被指控涉入 e-KTP醜聞。甘查爾聲稱自己無辜，要求肅貪委員會提出證據。2017年10月，肅貪委員會正式調查甘查爾與其他汲及的政治人物，並蒐集甘查爾帳戶接收的匯款記錄。
甘查爾在結束任期後，尋求在2018年中爪哇省省長選舉中連任。
2023年4月22日，其所在的政党印度尼西亞鬥爭派民主黨推举其参选2024年印尼总统选举。